# Vlado Gotovac
Vlado (Vladimir) Gotovac (Imotski, 1930. szeptember 18. – Róma, 2000. december 7.), horvát költő, esszéista, filozófus, politikus, a Matica hrvatska elnöke.

## Élete és munkássága
Az általános iskolát a boszniai Prnjavorban, Župán és Lovrećben, a középiskolát Imotskiban és Zágrábban végezte, ahol 1951-ben érettségizett a Klasszikus Gimnáziumban. Ezt követően a Zágrábi Egyetem Filozófiai Karán szerzett filozófiai diplomát. Első művei 1952-ben a „Tribina” című folyóiratban jelentek meg. 1953-ban a „Međutin” című lapot szerkesztette. 1955-től 1972-es letartóztatásáig Gotovac újságíróként és a Zágrábi Rádió Kulturális és Drámai Szerkesztőbizottságának szerkesztőjeként dolgozott. Tizenöt verseskötet mellett esszéket, elsősorban filozófiai és művészeti témájú elbeszéléseket, rádiódrámákat és elkötelezett publicisztikai szövegeket publikált.
A „horvát tavasz” idején a „Hrvatski tjednik” főszerkesztője volt (különösen jelentős Gotovac „Čuvanje nade”, „A remény őrzése” című vezércikke, mely a Hrvatski tjednik utolsó, rendkívüli számában jelent meg). A „horvát tavasz” vezéregyéniségeinek egyikeként, politikai fogolyként négy év börtönbüntetésre, három év a közügyektől való eltiltásra, valamint közfoglalkoztatásra, valamint a közlési jog és nyilvános szereplés tilalmára ítélték. A svéd televíziónak 1977-ben adott interjúért 1981-ben ismét két év börtönbüntetésre és négy év közügyektől való eltiltásra ítélték. Ezután az 1980-as évek végéig visszavonult a közélettől.
Vlado Gotovac végül 1990-ben kapott állást a Horvát Rádió és Televíziónál, mint a rendező tanácsadója. Nem sokkal ezután a legnagyobb horvát kulturális szervezet, a Matica hrvatska elnökévé választották. Gotovacot 1992-ben a HSLS (Horvát Szociálliberális Párt) jelöltjeként beválasztották a horvát parlamentbe. Ott vált Franjo Tuđman egyik legbeszédesebb és leglelkesebb kritikusává, akinek rendszerét tekintélyelvűséggel vádolta. Az egyik legjelentősebb ellenzéki politikusként 1996-ban lemondott a Matica elnöki posztjáról, és a HSLS vezetőjévé választották. Azonban az ún. „zágrábi válságról” kiderült, hogy hiányoztak a gyakorlati politikai ismeretei, és pártja hírnevét súlyosan rontották a kormányzó HDZ (Horvát Demokratikus Közösség) párttal folytatott tárgyalások. 1993-ban Gotovac feleségül vette dr. Simona Sandricot, a római Gemelli klinika kardiológusát. Házasságkötése után Zágráb és Róma között ingázott, és többször a Gemelliben kezelték.
Az 1997-es választásokon indult a köztársasági elnökválasztáson. A pólai választási nagygyűlésen fizikailag megtámadta és fejbe verte a láthatóan ittas Tomislav Brzović, a Franjo Tuđmant védelmező elit gárdaegység tagja, és azt kiabálta: „Éljen Ante Pavelic! Usztasa vagyok, meg fogom ölni mindannyiótokat!”. A támadást a nemzetközi szervezetek határozottan elítélték, a Honvédelmi Minisztérium felfüggesztette és őrizetbe vette a támadót. A Honvédelmi Minisztérium hivatalos közleményében az derült ki, hogy a tiszt alkoholista állapotban rátámadt Vlado Gotovacra és könnyű testi sérülést okozott. A Pólai Városi Bíróság Brzovićot egy év hat hónap felfüggesztett börtönbüntetésre ítélte, és három hónap próbaidőre bocsátotta. Az incidensnek nem volt hatása a választásokra, ahol Gotovac, Tuđman és az SDP (Szociáldemokrata Párt) jelöltje, Zdravko Tomac mögött a harmadik helyen végzett.
A választások után hatalmi harc alakult ki Gotovac és Dražen Budiša és hívei között, akik azt szorgalmazták, hogy a HSLS kössön koalíciót a HDZ-vel. Az ezt ellenző Gotovac a pártgyűlésen vereséget szenvedett, és híveivel együtt kilépett az HSLS-ből és megalakította a Liberális Pártot, amelynek vezetője lett. 2000. december 7-én 70 éves korában Rómában halt meg májrákban, amelyet a börtönben használt fertőzött injekciós tű által okozott hepatitis szövődményként határoztak meg.

## Főbb művei

### Verseskötetek
- Opasni prostor (1961.)
- I biti opravdan (1963.)
- Osjećanje mjesta (1964.)
- Čujem oblake (1965.)
- Zastire se zemlja (1967.)
- Približavanje (1968.)
- Prepjevi po sjećanju (1968.)
- Čarobna spilja (1969.)
- Sporne sandale (1970.)
- Sadržaj vjetra (1971.)
- Zabranjena vječnost (1987.)
- Crna kazaljka (1991.)
- Čekati sjevernije (1995.)
- Crna jedra (1995.)

### Prózák
- Princip djela (1966.)
- U svakodnevnom (1970.)
- Tri slučaja (1981.)
- Moj slučaj (1989.)
- Isto (1990.)
- Zvjezdana kuga (1995.)
- Znakovi za Hrvatsku (1996.)

## Fordítás
Ez a szócikk részben vagy egészben  a   Vlado Gotovac című horvát Wikipédia-szócikk ezen változatának fordításán alapul.  Az eredeti cikk szerkesztőit annak laptörténete sorolja fel. Ez a jelzés csupán a megfogalmazás eredetét és a szerzői jogokat jelzi, nem szolgál a cikkben szereplő információk forrásmegjelöléseként.